# Alfred Schild (Physiker)
Alfred Schild (* 7. September 1921 in Istanbul; † 24. Mai 1977 in Downers Grove, Illinois) war ein deutsch-US-amerikanischer Physiker.
Schild besuchte eine Universität in England. Bei Ausbruch des Zweiten Weltkriegs wurde er als Deutscher interniert. Später erlaubte man ihm, nach Kanada zu gehen. Er studierte an der University of Toronto (B.A. 1944). 1946 promovierte er bei Leopold Infeld. 1947/1948 war Schild als Post-Doc am Institute for Advanced Study bei Albert Einstein. Er beschäftigte sich unter anderem mit exakten Lösungen der Allgemeinen Relativitätstheorie und arbeitete am Carnegie Institute of Technology u. a. an der Entwicklung von Atomuhren.
1957 wechselte er an die University of Texas at Austin.

## Schriften
- mit Leopold Infeld: On the motion of test particles in general relativity. In: Reviews of Modern Physics. Band 21, 1949, S. 408–413.
- mit Roy Kerr: Some algebraically degenerate solutions of Einstein's gravitational field equations. In: Proceedings of Symposia in Applied Mathematics. Band 17, 1965, S. 199.
- mit John Lighton Synge: Tensor Calculus. University of Toronto Press, Toronto 1949.